# Death Kappa
Death Kappa (デスカッパ, Desukappa) és una pel·lícula kaiju del 2010 dirigida per Tomoo Haraguchi. Una coproducció internacional del Japó i els Estats Units, és protagonitzada per Misato Hirata, Mika Sakuraba, i Ryuki Kitaoka. A la pel·lícula, una sèrie d'experiments militars donen lloc a l'aparició d'un monstre gegant irradiat rivalitzat amb un mutant colossal kappa (un yōkai amfibi i semblant a una tortuga).

## Repartimentt
- Misato Hirata com Kanako[3]
- Mika Sakuraba com Yuriko
- Daniel Aguilar Gutiérrez com Professor Tanaka
- Ryuki Kitaoka com Guàrdia Nacional

La pel·lícula compta amb aparicions cameo de Hideaki Anno i Shinji Higuchi.

## Recepció
Steven Sloss de Our Culture Mag va assenyalar l'ús de la pel·lícula de les tècniques d'efectes especials tradicionals de tokusatsu, però va criticar el seu humor, qualificant-la de "entre les pitjors del gènere kaiju". Rob Hunter, escrivint per Film School Rejects, va felicitar la miniatura de la ciutat i les seqüències de lluita de monstres, però es va lamentar que "Tanmateix, la bogeria del monstre gegant de Death Kappa no comença fins a la meitat de la pel·lícula, i fins aleshores estem atrapats amb una barreja d'escenes, gags i personatges que mai s'ajunten com a senceres." Spencer Perry de ComicBook.com va qualificar la pel·lícula de "absurda i amateur en tot moment", però va concloure que "fins i tot quan els efectes absurds són risibles, no es desvia de l'entusiasme implacable de la pel·lícula pel que està intentant fer."

## Premis
Va rebre el premi als millors efectes especials al festival Buenos Aires Rojo Sangre de 2010.